# محمد الغساني
محمد صالح عبد الله الغساني المعروف باسم محمد الغساني (مواليد 1 أبريل 1985) هو لاعب كرة قدم عماني يجيد اللعب كمهاجم لصالح نادي الشباب ومنتخب عمان.

## روابط خارجية
- محمد الغساني على موقع الاتحاد الدولي (مؤرشف)  (الإنجليزية)
- محمد الغساني على موقع قاعدة بيانات كرة القدم.إي يو (الإنجليزية)
- محمد الغساني على موقع ناشيونال فوتبول تيمز (الإنجليزية)
- محمد الغساني على موقع Soccerway.com (الإنجليزية)
- محمد الغساني على موقع كووورة
- اللاعب محمد الغساني على موقع كووورة.